# Alexandros Othoneos

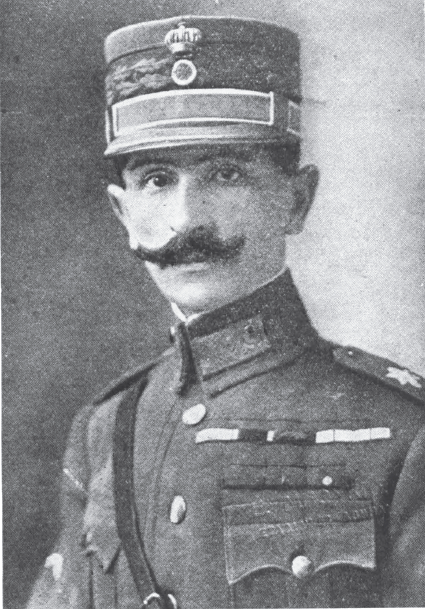
Alexandros Othoneos in het begin van de jaren '20.

Alexandros Othoneos (Grieks: Ἀλέξανδρος Ὀθωναίος) (Githion, 1879 of 1880 - Athene, 20 september 1970) was een Grieks generaal, politicus en eerste minister.

## Levensloop
Na de beëindiging van zijn schoolloopbaan begon Alexandros Othoneos een militaire loopbaan en nam als hoofdman aan de oorlog in Macedonië deel. Later vocht hij als officier mee tijdens de twee Balkanoorlogen. Tijdens de Eerste  Wereldoorlog was hij commandeur van het 7e Kretenzisch Regiment aan het Macedonische front en steeg later op tot overste en commandeur van een Divisie.
Als aanhanger van de Liberale Partij van Eleftherios Venizelos werd Othoneos na de nederlaag van de Liberale Partij bij de verkiezingen van november 1920 uit zijn actieve dienst teruggetrokken. Na de nederlaag van Griekenland bij de Grieks-Turkse Oorlog van 1919-1922 deed de overheid wel een beroep om hem als voorzitter van het Tribunaal dat de hoofdverantwoordelijken van de nederlaag (de voormalige premiers Dimitrios Gounaris, Petros Protopapadakis, Nikolaos Stratos en enkele hoge generaals) wegens hoogverraad ter dood veroordeelde.
In 1923 werd Othoneos tot generaal-luitenant en commandeur-generaal van het 1ste en 2de Legerkorps bevorderd. Dit mandaat verloor hij na de putsch van Theodoros Pangalos. Na de val van Pangalos in 1926 werd hij in zijn vroegere mandaten gereactiveerd en tot inspecteur van het leger benoemd.
Van 6 tot en met 10 maart 1933 was Othoneos premier van een overgangsregering. Dit mandaat combineerde hij met het ministerschap van Oorlog. In 1935 werd hij na de terugkeer van de monarchie definitief uit zijn militaire dienst gezet.
Tijdens de Tweede Wereldoorlog werd hij van 1944 tot 1945 door de Duitse Wehrmacht terug in militaire dienst geroepen. Na de oorlog was hij de voorzitter van de Pan-Helleense Federatie van Democratische Gemeenschappen.